# 真·三國無雙3
《真·三國無雙3》是一个真三国无双系列的砍杀游戏。为真·三国无双系列的第3代正篇。本作最初于2003年在PlayStation 2发售，随后于同年在PlayStation 2平台发行资料片《真‧三国无双3 猛将传》（日版名：真・三國無双3 猛将伝，英文版名：Dynasty Warriors 4: Xtreme Legends）。尔后以“真‧三国无双3 Hyper”（日版名：真・三國無双3 ハイパー，英文版名：Dynasty Warriors 4 Hyper）之名移植至Microsoft Windows，刪減了大量內容，僅收录《猛将传》中部分内容，於2007年在中國大陸發售。本作也是首部擁有兩支官方主題曲的遊戲，主題曲《Cross Colors》由小柳由纪演唱，《帝王傳》主題曲《EVER FREE》由立木文彦和森川智之演唱。

## 無雙三的革新
- 增加人物
  - 魏 曹仁
  - 蜀 黄月英
  - 吳 周泰

- 自創武將製作
- 可使用如架橋車、衛車、投石車等兵器
- 追加到全部共17個區域（夷陵、南郡、南中、南陽、汝南、襄陽、赤壁、成都、徐州、洛陽、吳郡、許昌、冀州、官渡、漢中、合肥、五丈原）、50個關卡（新增下邳之戰、夏口之戰、麥城之戰、天水之戰）
- 追加更多兵器
- 無雙模式由勢力單位進行
- 追加單挑模式

## 真‧三國無雙3 猛將傳
- 1、增加列傳模式和修羅模式，且本篇的特別武器和特殊道具也可以在列傳模式獲得
- 2、增加新的武器、道具
- 3、增加入門和達人難度
- 4、敵人AI改變：敵將會使用小跳攻擊，敵無雙武將會使用報名技
- 5、所有玩家武將和本篇的関卡一開始直接出現
- 6、單挑調整為99秒且雙方武將無雙槽一開始全滿
- 7、挑戰模式增加「連闘」，且挑戰模式使用玩家武將的現有能力
- 8、玩家武將的一些招式帶屬性

## 真·三國無雙3 帝國
- 增加五個新地圖：西涼、北海、長沙、永安、交趾

## 真·三国无双3 Hyper
真‧三国无双3 Hyper为真‧三国无双3的电脑版，但删除了猛将传的列傳模式、修羅模式及所有内容，游戏内容相较之于猛将传大幅度减少。是属于面向中国大陆市场推出的特别版本，这是该系列首次登录Microsoft Windows电脑平台。为了防止盗版，该作加入了网络在线验证系统，必须保持在线才能进行游戏。目前该作的网络认证系统已于2018年3月30日停止，因此现在已经无法正常进行游戏。

## 主题曲
真・三國無双3
《Cross Colors》（小柳由纪）
真・三國無双3 帝國
《EVER FREE》（2HEARTS -立木文彦&森川智之）